# La Roque-sur-Cèze
La Roque-sur-Cèze ist eine französische Gemeinde mit 174 Einwohnern (Stand 1. Januar 2022) im Département Gard in der Region Okzitanien. Seit 2007 ist La Roque-sur-Cèze als eines der Plus beaux villages de France (schönste Dörfer Frankreichs) klassifiziert.

## Geografie
Das kleine mittelalterliche Dorf wurde auf einem Felsvorsprung aus Kalk erbaut und thront über dem Fluss Cèze am unteren Ende der Schlucht Gorges-de-Cèze. In nächster Nähe befinden sich die Kaskaden von Sautadet. Die Stadt Bagnols-sur-Cèze liegt acht Kilometer ostsüdöstlich und nach Orange in der Provence sind es in derselben Richtung etwa 25 Kilometer (Luftlinie). Eine direkte Verbindung nach Orange existiert allerdings nicht.

## Geschichte

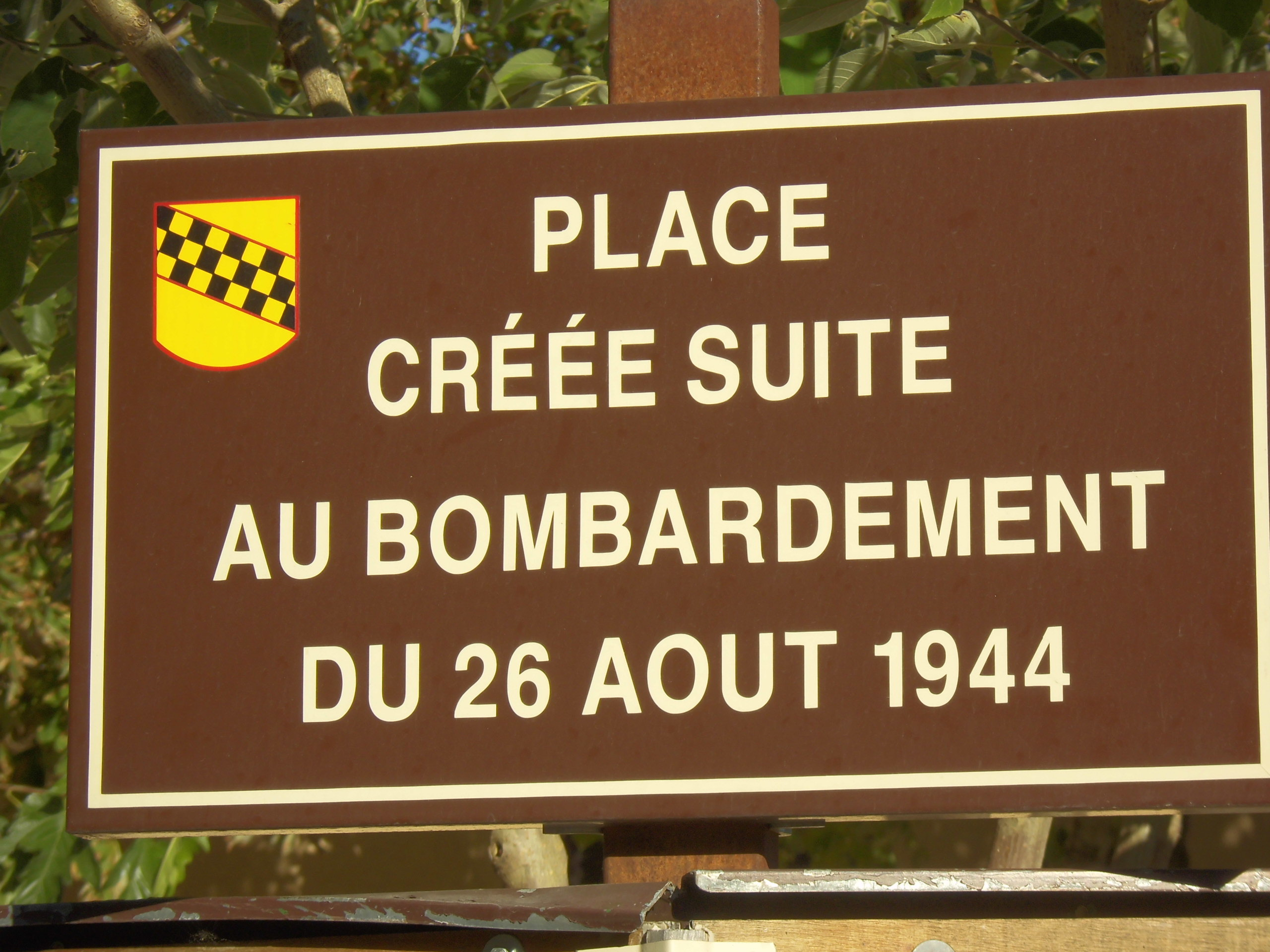
Der durch das Bombardement entstandene Platz (an der Grand Rue gegenüber der Kirche) erinnert an die Kriegszerstörung.

Das Schloss aus dem 12. Jahrhundert wurde 1573 von den Hugenotten niedergebrannt und im 19. Jahrhundert aufgegeben.
Der Ort wurde am 26. August 1944 bombardiert.

### Bevölkerungsentwicklung
| Jahr                       | 1962 | 1968 | 1975 | 1982 | 1990 | 1999 | 2010 | 2017 |
| Einwohner                  | 132  | 122  | 104  | 133  | 153  | 194  | 173  | 184  |
| Quellen: Cassini und INSEE |      |      |      |      |      |      |      |      |

## Sehenswürdigkeiten
- Das Schloss ist heute in Privatbesitz und kann nicht von innen besichtigt werden.
- Die romanische Kapelle aus dem 11. Jahrhundert
- Die zerstörten Festungsmauern sind da und dort noch sichtbar.
- Eine mittelalterliche Steinbrücke
- Die Kaskaden von Sautadet (Wasserfälle)

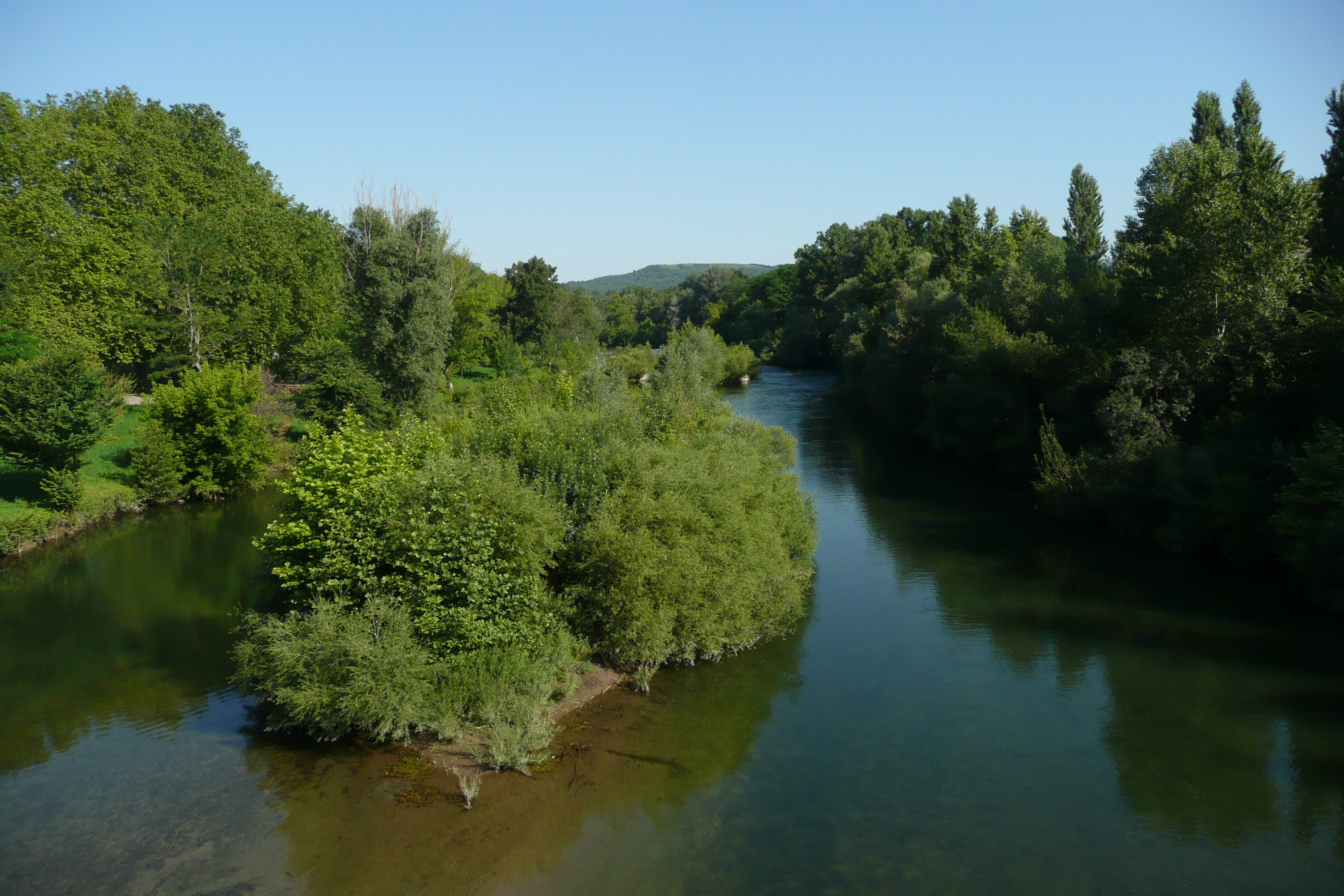
Die Cèze bei der Anfahrt zum Dorf
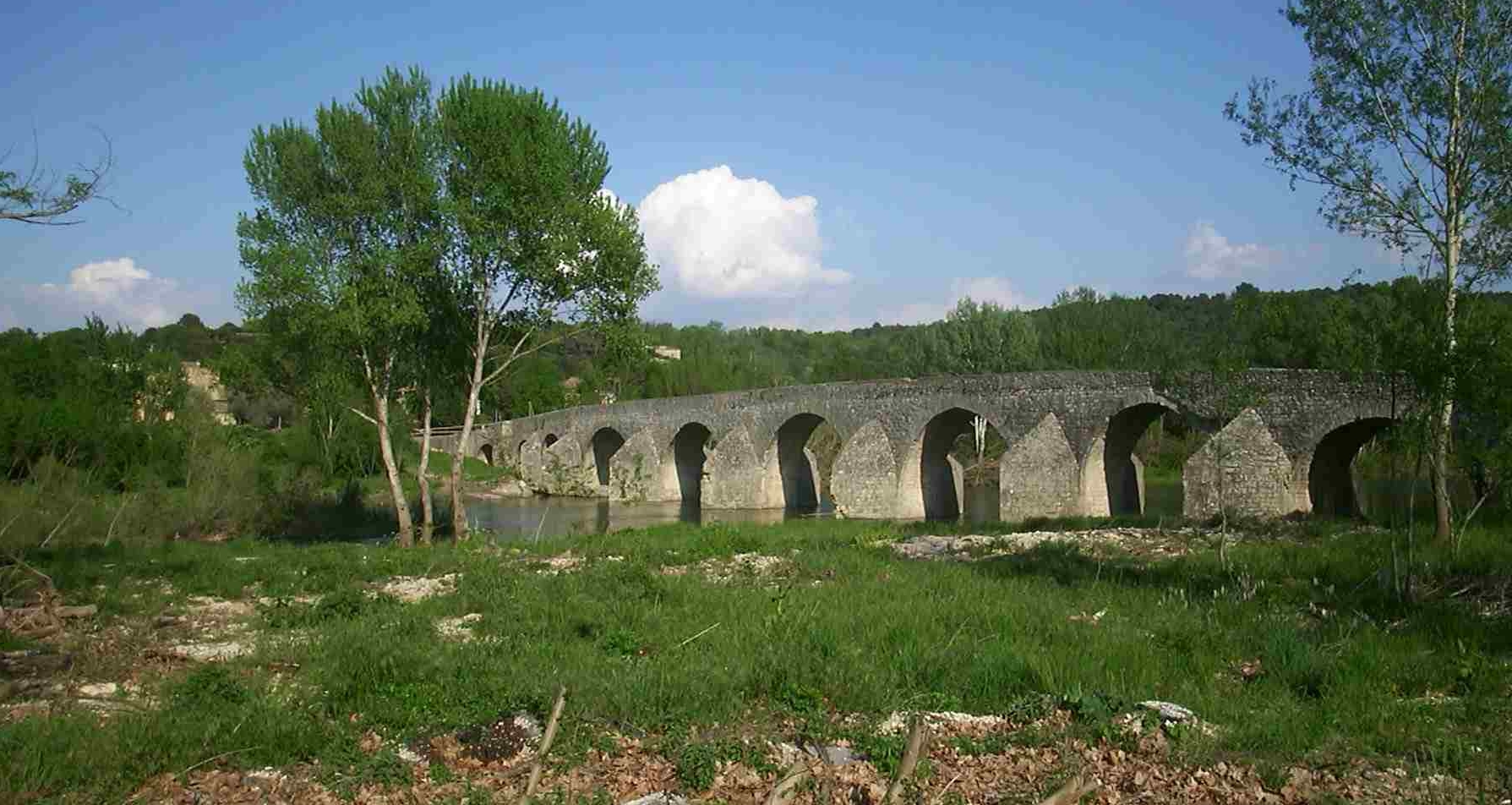
Mit zwölf Bogen überspannt die Brücke die Cèze
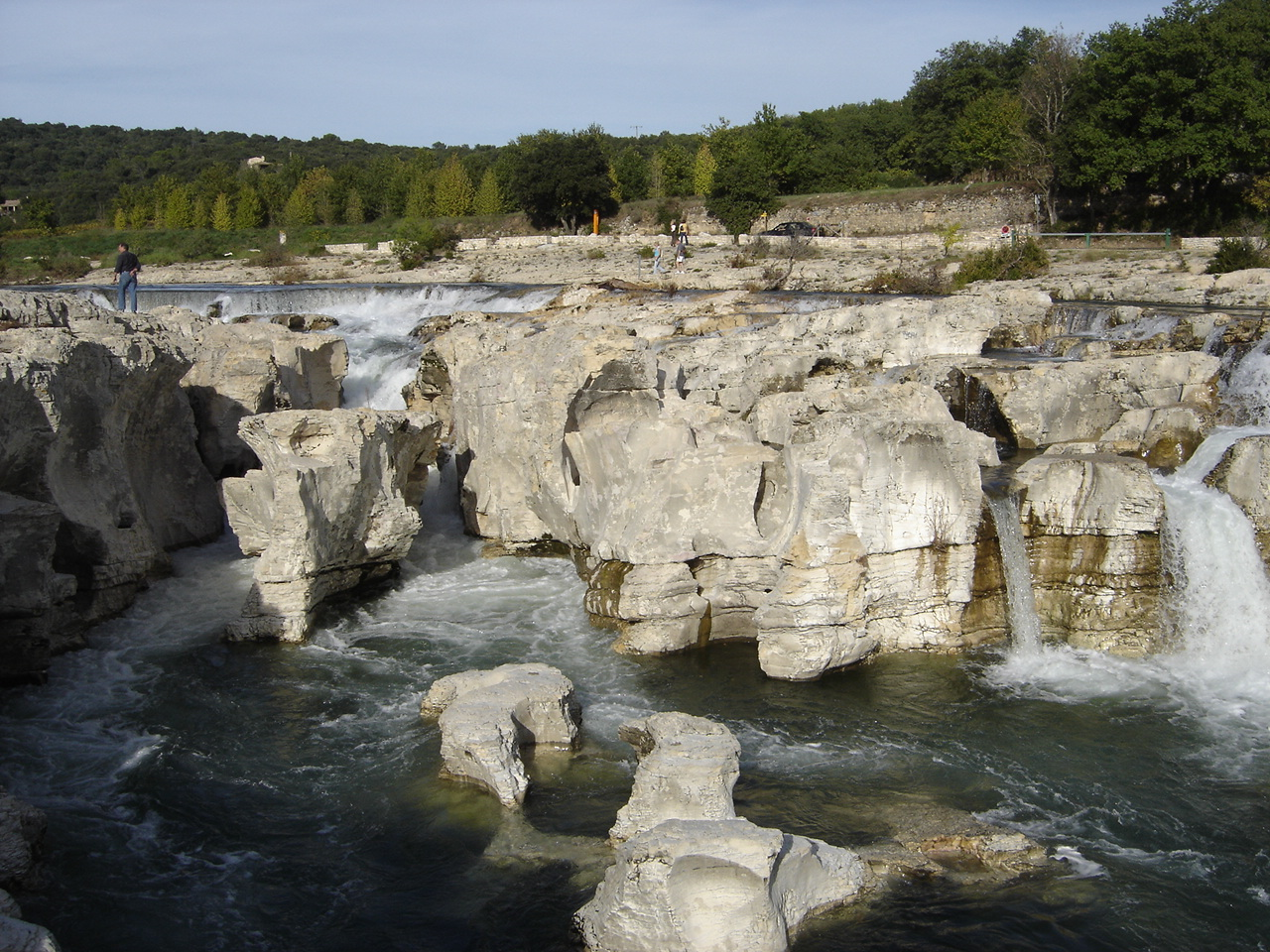
Die Kaskaden von Sautadet bei La Roque-sur-Cèze
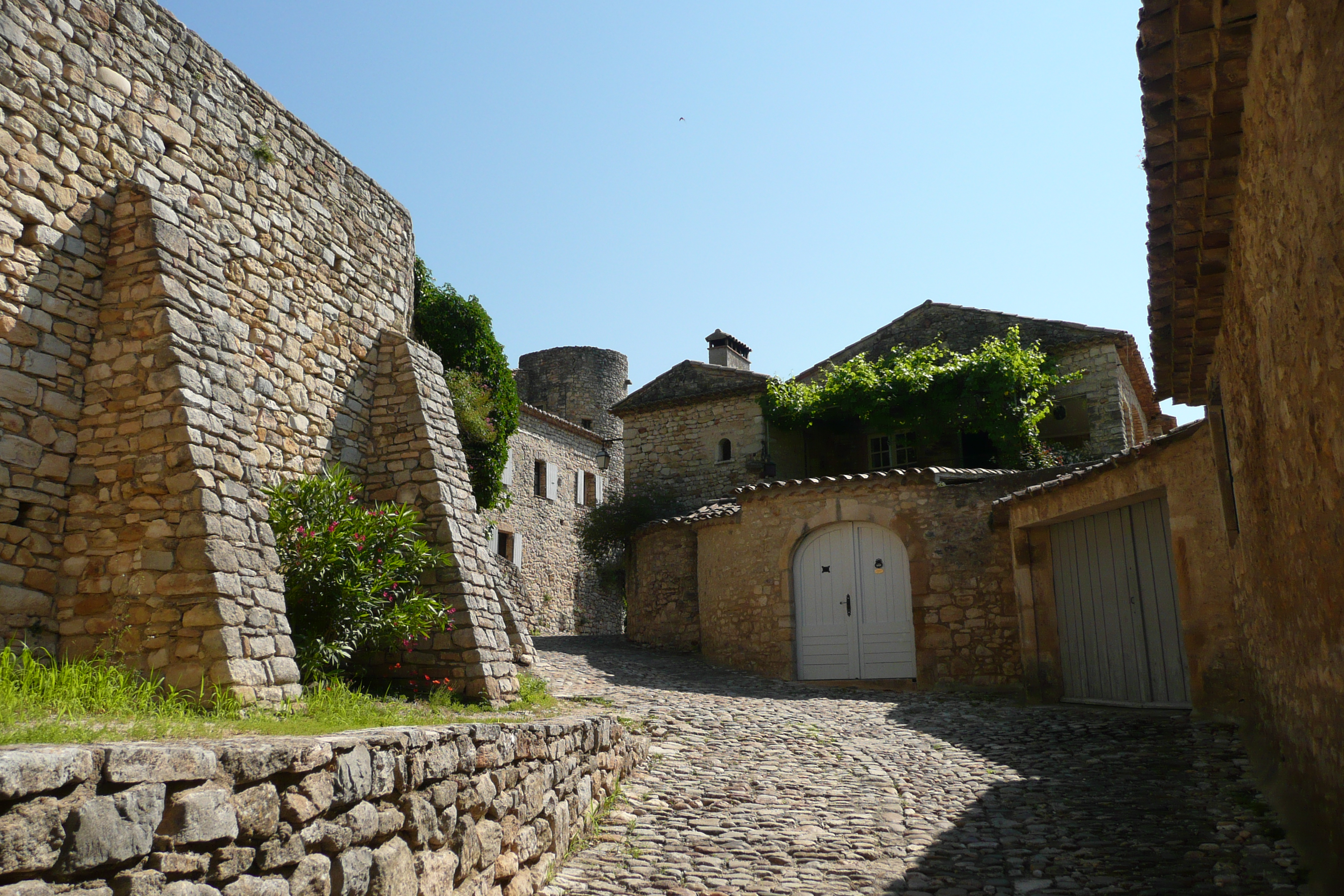
Restaurierte Festungsmauern
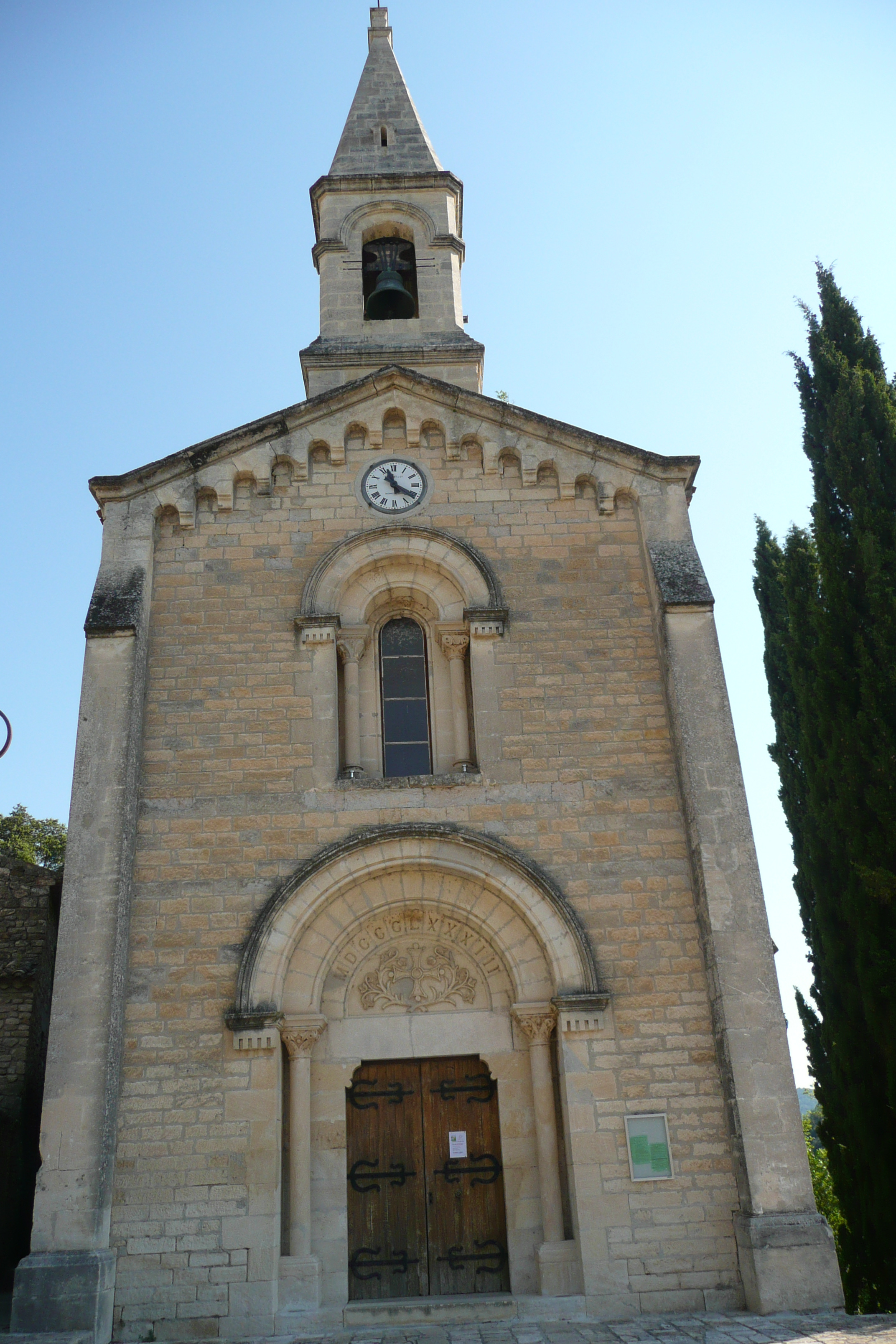
Die romanische Kapelle